# クリストフ・ド・ボーモン
サンドボックスに書き込まれた内容は、日本時間午前0時の時報とともに、この案内文（テンプレート）を残してすべて除去されます。ただし、実際は時報より少し遅れます。

過去の版は、履歴からたどることができます。著作権上問題のある書き込みや、エチケットに反する書き込みなどはやめてください。もしそのような書き込みを見つけたときは、Wikipedia:管理者伝言板/各種初期化依頼に連絡してください。
1. このページを編集するにはページ上部の[編集]タブをクリックしてください。なお、外装が「ベクター」以外の場合は、[編集]タブが別位置でのリンクになっていることがありますので、注意してください。
2. 画面のタイトルが「「Wikipedia:サンドボックス」を編集中」に変わり、テキストボックスに自由に文章を書き込むことができます。
3. テキストの編集が終わり、編集内容の要約欄に編集内容についての要約や出典などを記入してから、テキストボックスの下にある「プレビューを表示」をクリックして、編集した結果がどのように表示されるかを確認しましょう。そこで表示がうまくいっているか、マークアップのミスや誤字・脱字などがないかを確認します。問題がなければ、「ページを保存」をクリックしてください。ページが更新され内容が変わります。
4. カテゴリタグの練習もできますが、テスト終了後は記述したカテゴリタグを必ず消去してください。

クリストフ・ド・ボーモン・デュ・ルペール（Christophe de Beaumont du Repaire、1703年7月26日 - 1781年12月12日）は、18世紀フランスの聖職者、パリ大司教。

## 生涯
1703年、大貴族の子としてペリゴールのロック城に生まれる。1734年に司祭に叙任され、1741年バイヨンヌ司教、1745年ヴィエンヌ大司教を経て、1746年にパリ大司教に任じられる。18世紀フランスのカトリック勢力をイエズス会と二分したジャンセニスム反対派の急先鋒の一人で、ジャンセニスムを支持する高等法院と激しく対立し、1754年に高等法院から流罪処分を受けた。
ボーモンは、ジャンセニスムのみならず同時代の哲学者をも激しく糾弾した。その主なものとしては、1758年にエルヴェシウスの『精神論』を批判する教書を出し、1762年にはルソーの『エミール』を批判する教書を出した。『エミール』に関して、ボーモンは「自然法を覆しキリスト教の根底を破壊することを目的とした忌まわしい教義を含む」と断定している。
このうち、『エミール』批判には、翌年ルソー自身が『ジュネーヴ市民ジャン=ジャック・ルソーからパリ大司教クリストフ・ド・ボーモンへの手紙』で反論している。
1768年には、前年に出版されたジャン=フランソワ・マルモンテルの歴史小説『ベリゼール』を糾弾した。
1780年、教書、書簡などが2巻にまとめられて出版された。